# Peseta saharaui
La peseta saharaui es la moneda de la República Árabe Saharaui Democrática, emitidas por Frente Polisario con fines conmemorativos.
Frente Polisario, emisor de las monedas en ausencia de banco emisor de la RASD, no las considera medio de pago ni divisa con cambio internacional. Tiene asignado el código ISO 4217 EHP. Se divide en 100 céntimos, sin que se hayan emitido jamás monedas de céntimos. Tampoco se han emitido billetes de peseta saharaui. 
La divisa oficial en Campos de Refugiados de Tinduf controlados por la RASD es el dinar argelino.
En Sahara Occidental, zona ocupada por Marruecos, la divisa oficial es el dirham marroquí.

## Historia

### Reconocidas por Frente Polisario
La peseta saharaui fue declarada moneda oficial de la RASD por decreto de 10 de enero de 1996, mediante el acuñado de una moneda conmemorativa por el vigésimo aniversario de la declaración de la RASD. Otras emisiones conmemorativas controladas por la RASD datan de 1997 y 1998, y se emplean en los intercambios de regalos en el ámbito de la diplomacia de la RASD. La RASD fijó su valor como paritario a la peseta española, con una tasa de cambio de 1 ESP = 1 EHP; y actualmente con una paridad fija con el euro de 1 EUR = 166,39 EHP.

### No reconocidas por Frente Polisario
Desde 1990 existen monedas no conmemorativas en circulación, no reconocidas por Frente Polisario como medios de pago. Las primeras fueron acuñadas en Cuba, donde circulan a modo de suvenir. Desde entonces han existido otras emisiones en diferentes países como Venezuela, y con emisiones conmemorativas no controladas por Frente Polisario con motivo de efemérides de diversa índole hasta 2020.

#### Monedas
Existen monedas no conmemorativas y no reconocidas por Frente Polisario como medio de pago. Su valor facial es de 1, 2, 5 y 50 pesetas, todas ellas de cuproníquel. A continuación se muestran los detalles de algunas emisiones:
| Denominación | Emisión | Metal | Diámetro (mm.) | Peso (gr.) | Anverso                                               | Reverso                                                           | Imagen |
| ------------ | ------- | ----- | -------------- | ---------- | ----------------------------------------------------- | ----------------------------------------------------------------- | ------ |
| 1 peseta     | 1992    | Cu+Ni | 17,00          | 2,99       | Beduino y dromedario TRANSPORTE TÍPICO النقل التقليدي | Valor facial Escudo de armas REPÚBLICA ÁRABE SAHARAUI DEMOCRÁTICA |        |
| 2 pesetas    | 1992    | Cu+Ni | 20,00          | 3,51       | Beduino y dromedario TRANSPORTE TÍPICO النقل التقليدي | Valor facial Escudo de armas REPÚBLICA ÁRABE SAHARAUI DEMOCRÁTICA |        |
| 5 pesetas    | 1992    | Cu+Ni | 21,00          |            | Beduino y dromedario TRANSPORTE TÍPICO النقل التقليدي | Valor facial Escudo de armas REPÚBLICA ÁRABE SAHARAUI DEMOCRÁTICA |        |
| 50 pesetas   | 1990    | Cu+Ni | 24,40          | 6,4        | Beduino y dromedario TRANSPORTE TÍPICO النقل التقليدي | Valor facial Escudo de armas REPÚBLICA ÁRABE SAHARAUI DEMOCRÁTICA |        |

El resto de denominaciones acuñadas son piezas conmemorativas o temáticas, como los ejemplos que a continuación se muestran:

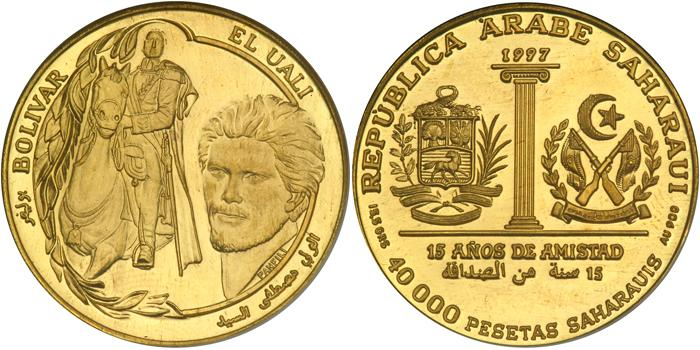
40 000 pesetas en oro. 15º aniversario de las relaciones diplomáticas con Venezuela